# Trachymyrmex ixyodus
Trachymyrmex ixyodus is een mierensoort uit de onderfamilie van de Myrmicinae. De wetenschappelijke naam van de soort is voor het eerst geldig gepubliceerd in 2007 door Mayhé-Nunes & Brandão.